# Typhlogastrura preobrazhenskyi
Typhlogastrura preobrazhenskyi är en urinsektsart som beskrevs av Babenko 1987. Typhlogastrura preobrazhenskyi ingår i släktet Typhlogastrura och familjen Hypogastruridae. Inga underarter finns listade i Catalogue of Life.